# قوة العمليات الخاصة (البحرية الأمريكية)
يو إس. نيفي سيل (بالإنجليزية: US.NAVY SEAL)‏ هي أحد فروع قوات مشاة البحرية الأمريكية وأحد مكونات القيادة الحربية البحرية الخاصة حيث تم تصنيفها في عام 2021 كأحد أقوى فروع المارينز.
قوات النخبة هي قوة العمليات الخاصة الأساسية للبحرية الأمريكية وأحد مكونات قيادة الحرب البحرية الخاصة. من بين المهام الرئيسية: إجراء مهام العمليات الخاصة للوحدات الصغيرة في البيئة البحرية والغابات والحضرية والقطبية والجبلية والصحراوية. عادةً تكون الأهداف عالية الأهمية ويجب أسرها أو قتلها، أو جمع المعلومات الاستخبارية خلف خطوط العدو. يتم اختيار أفراد فريق القوات الخاصة يدويًا، ويكونوا مدربين تدريبًا عاليًا، ويمتلكون درجة عالية من الكفاءة في العمل المباشر والاستطلاع الخاص، من بين مهام أخرى مثل التخريب وجمع المعلومات الاستخبارية والتدريب. وتقديم المشورة للجيوش الصديقة أو القوات الأخرى.

## معرض صور

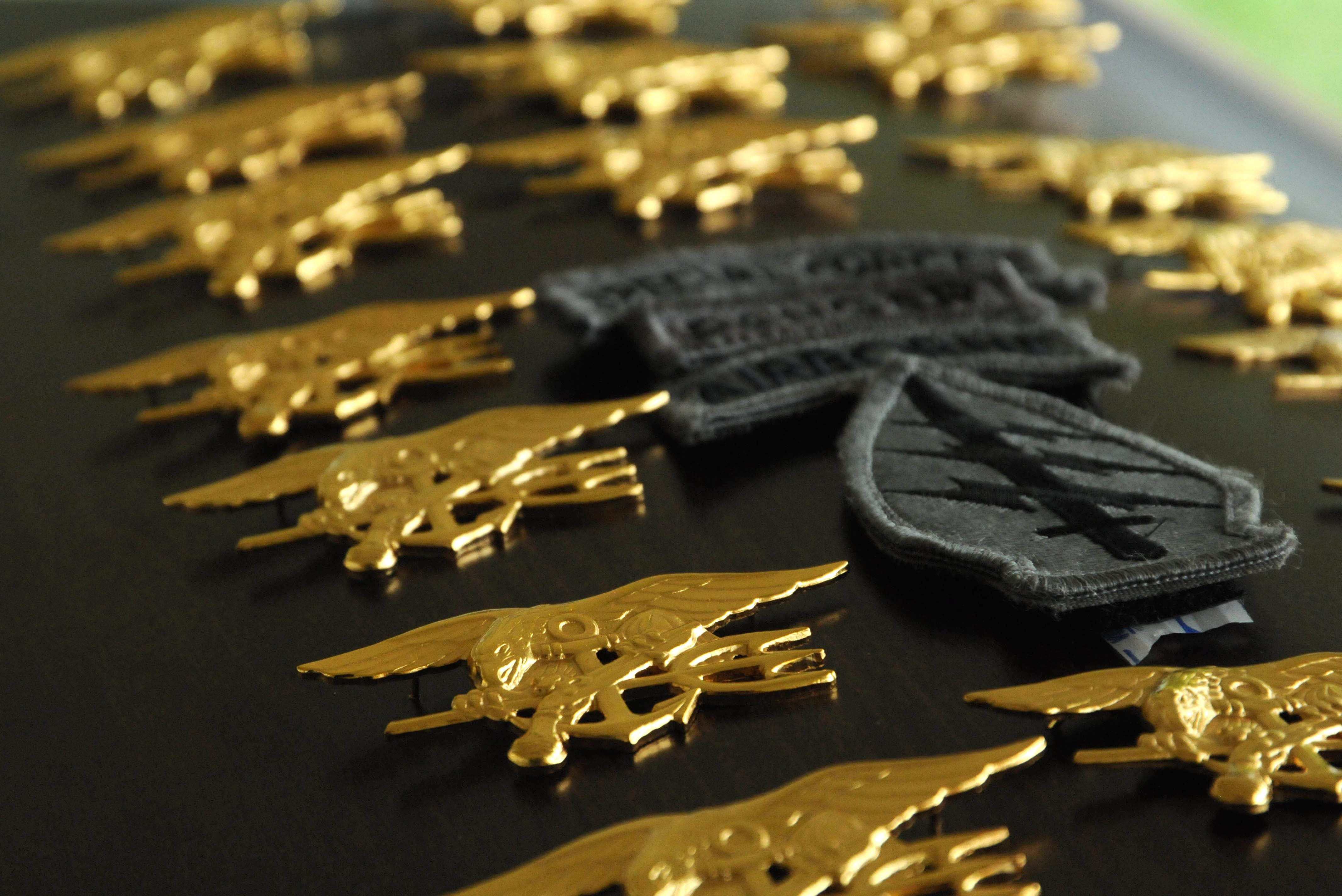
قلادات القوات الخاصة
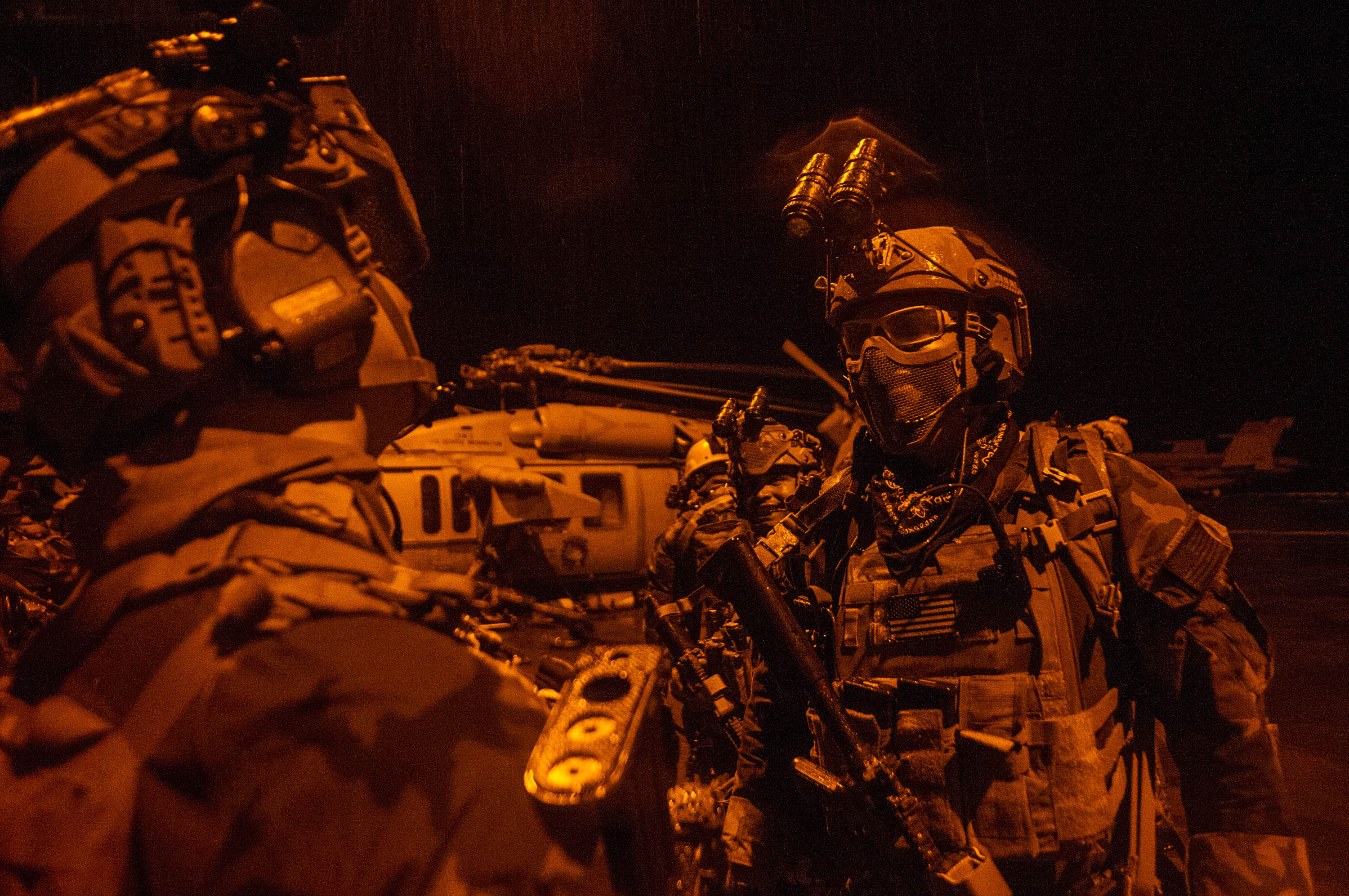
قوات السيلز تستعد للتدريب
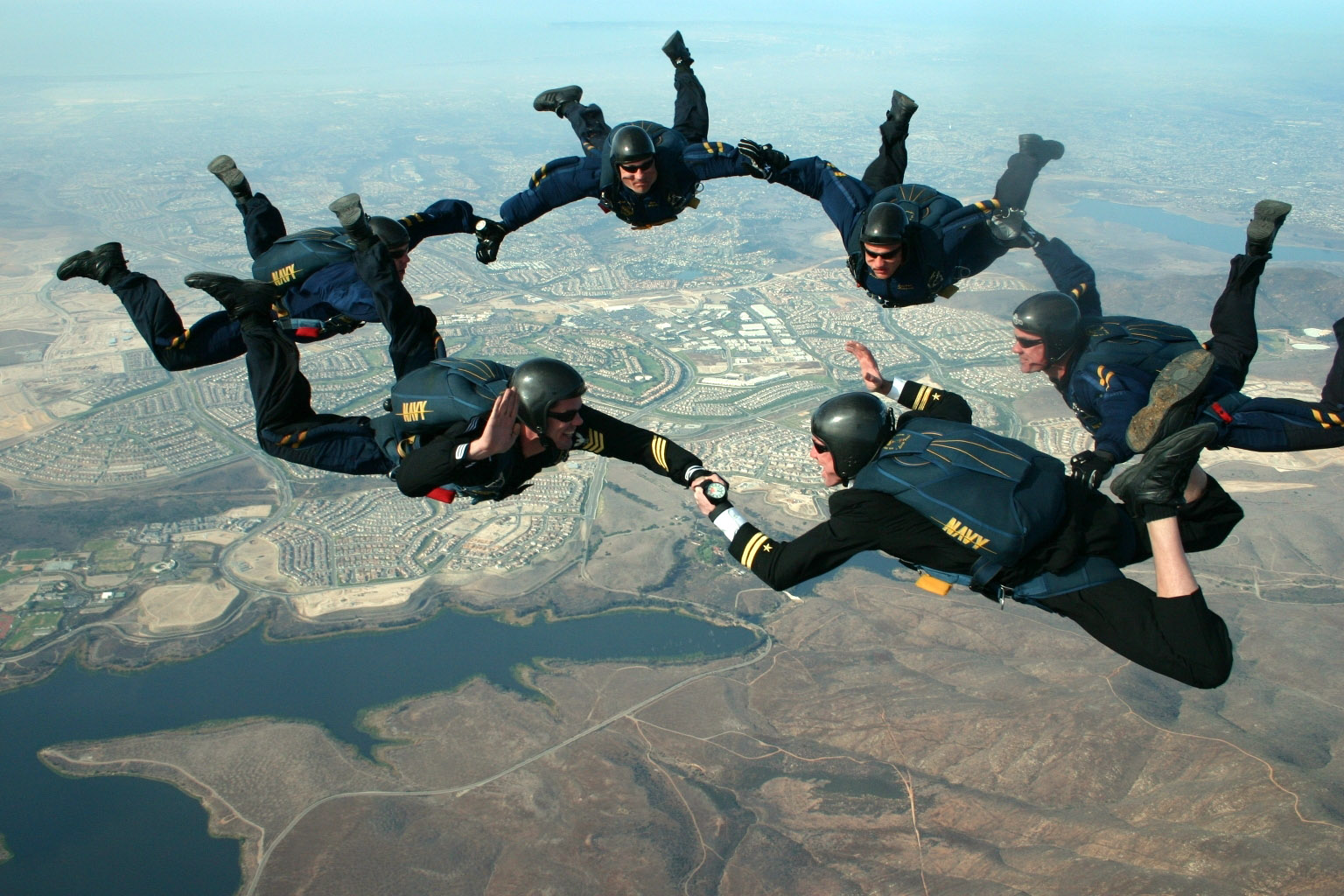
النط بالمظلات
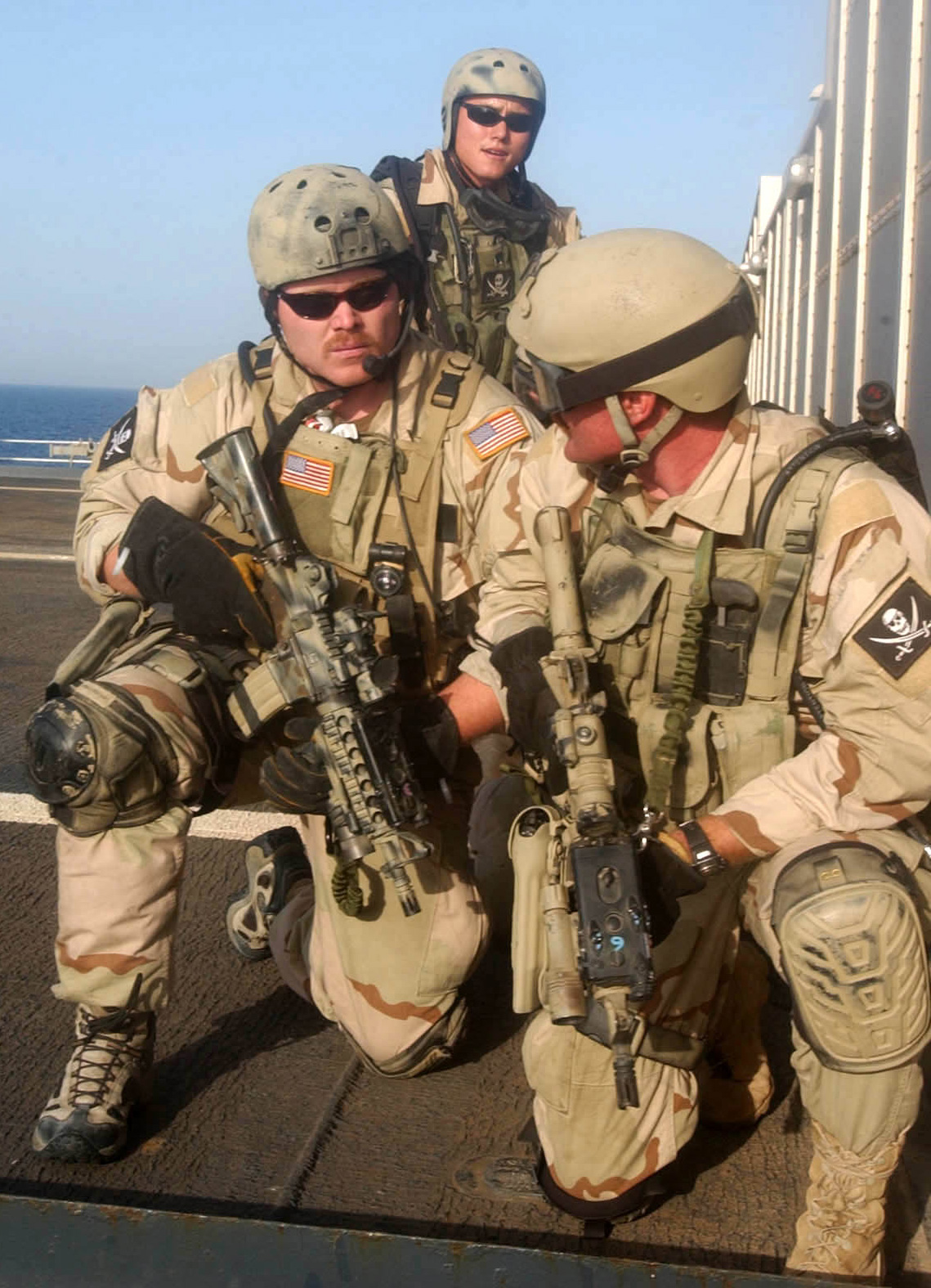
قوات السيلز أثناء غزو العراق.
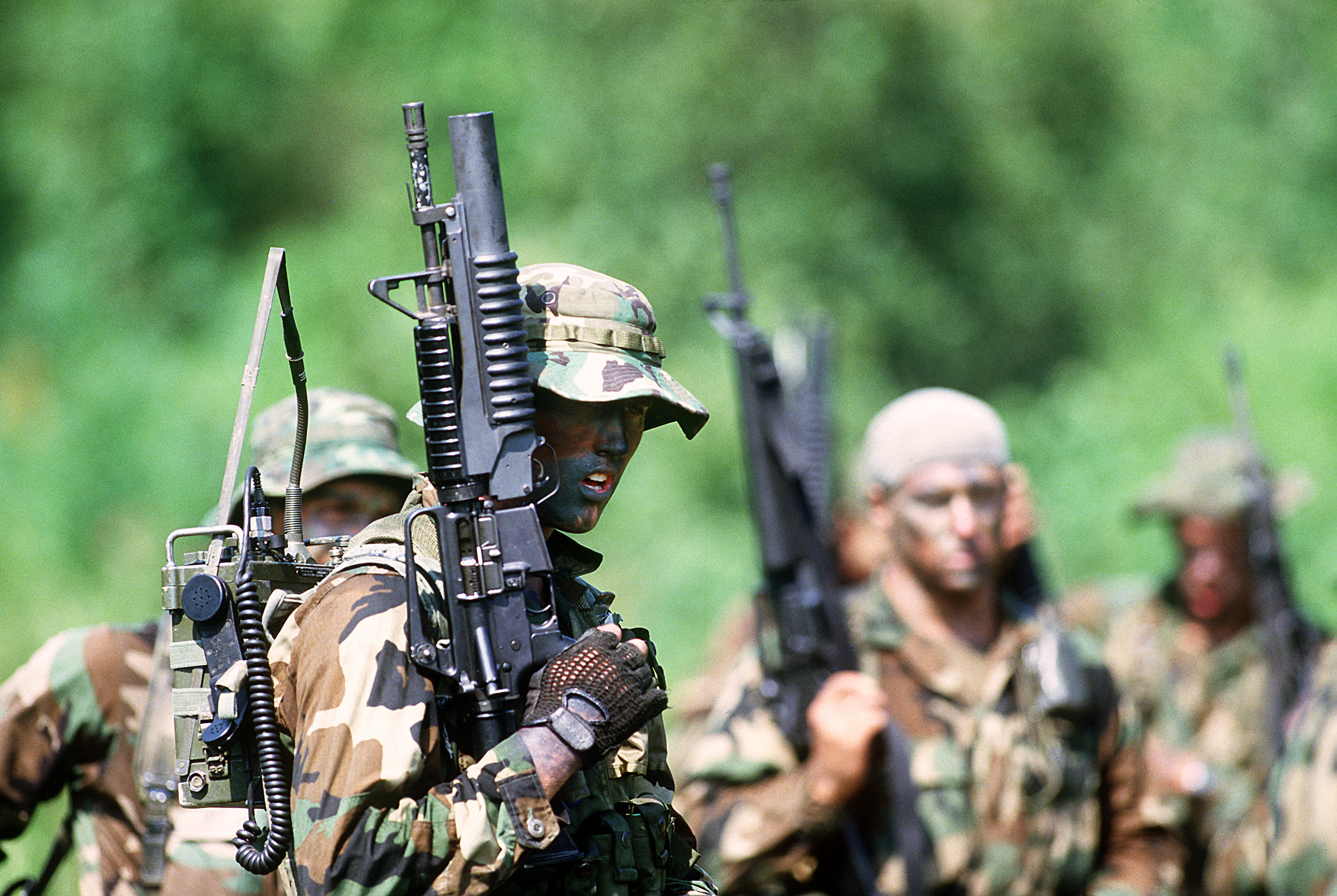
فرقة سيلز يشاركون في تدريبات الحرب التكتيكية.
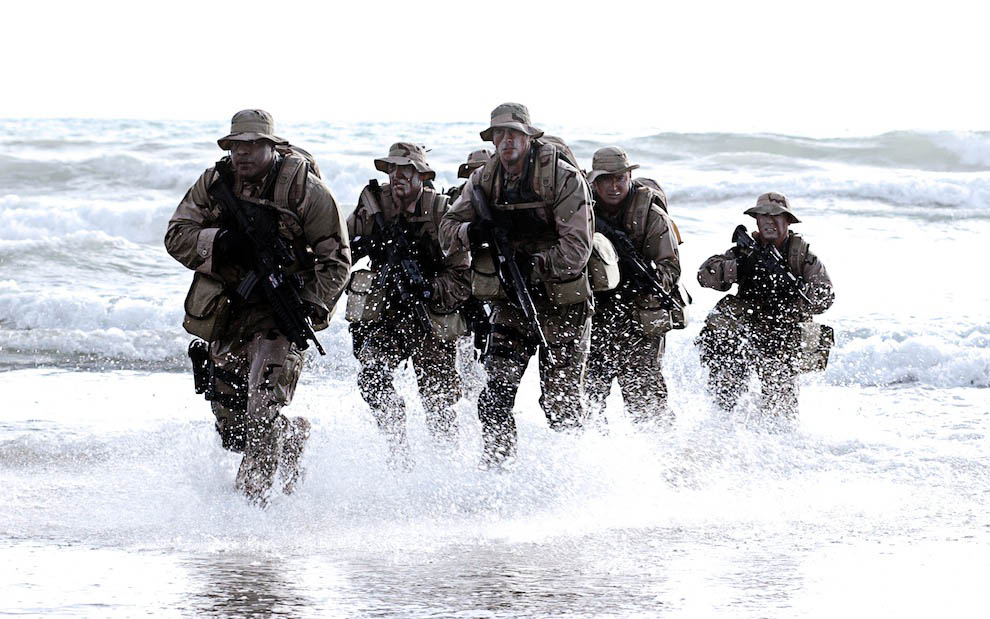
قوات السيلز أثناء إنزال بحري.
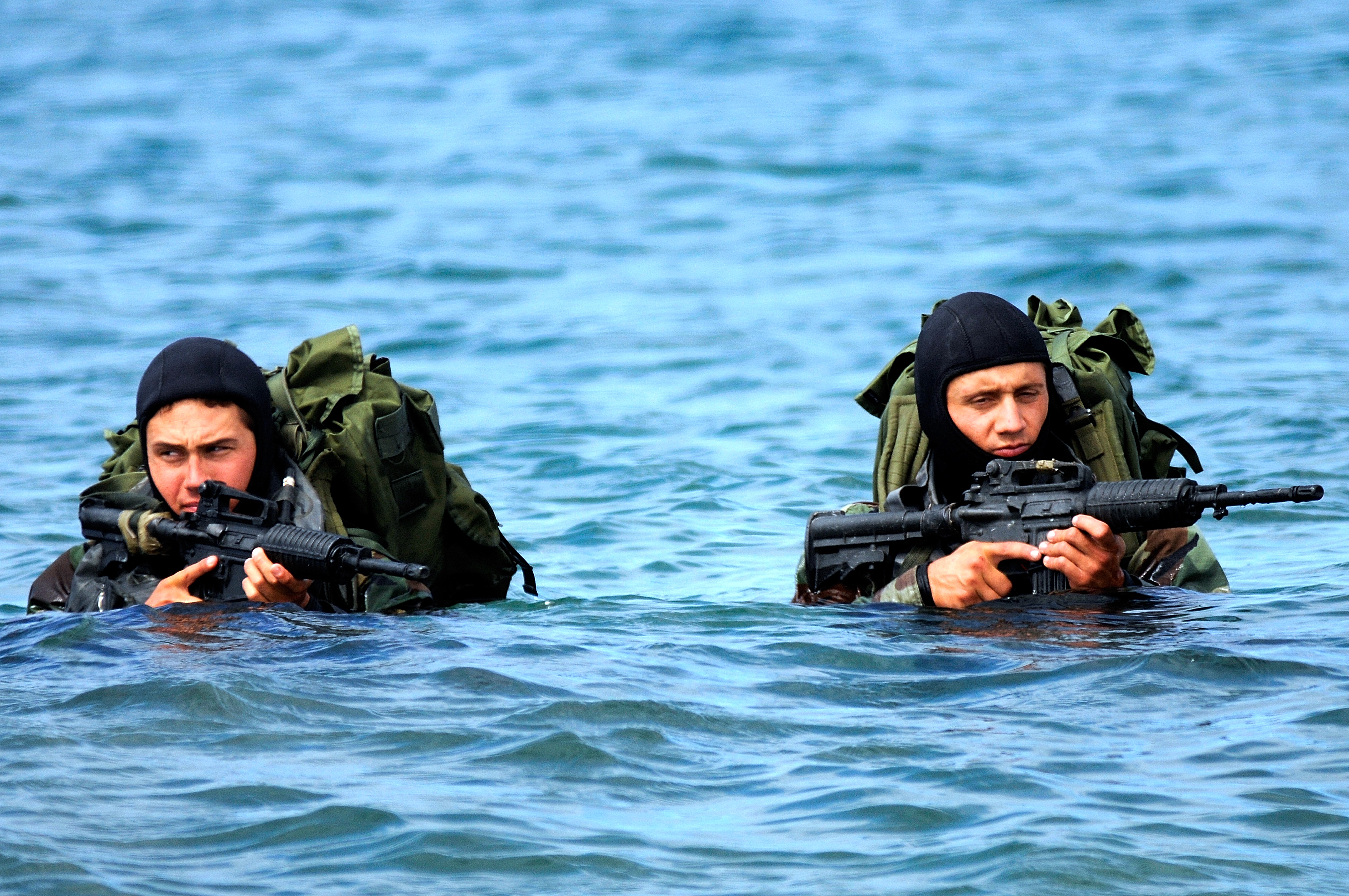
طلاب فرقة التدمير الأساسية تحت الماء التابعة للبحرية الأمريكية أثناء أحد التمارين.
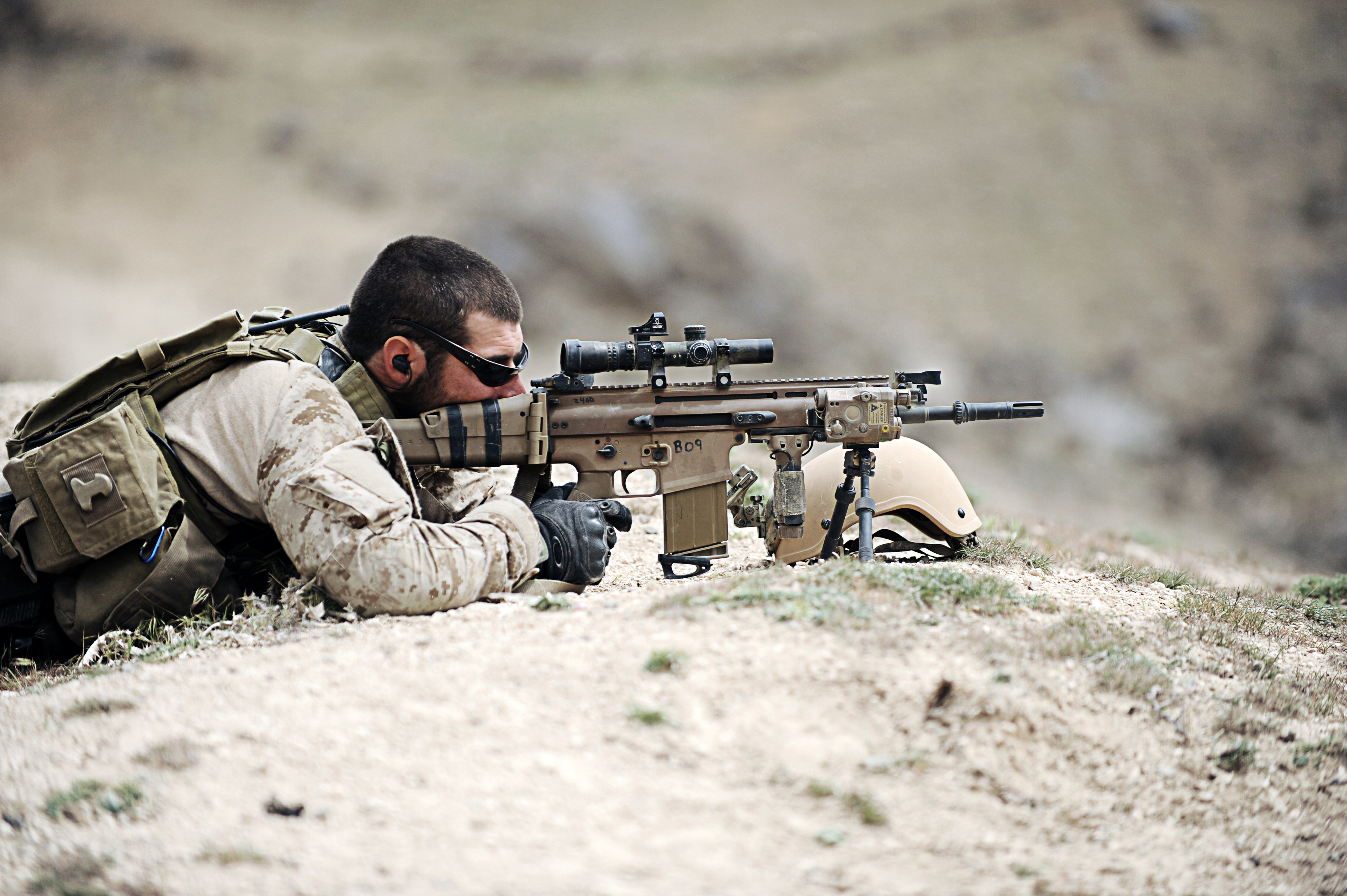
جندي من القوات الخاصة يتخذ موقعًا دفاعيًا في قرية في مقاطعة زابول الشمالية، أفغانستان، 10 أبريل 2010.
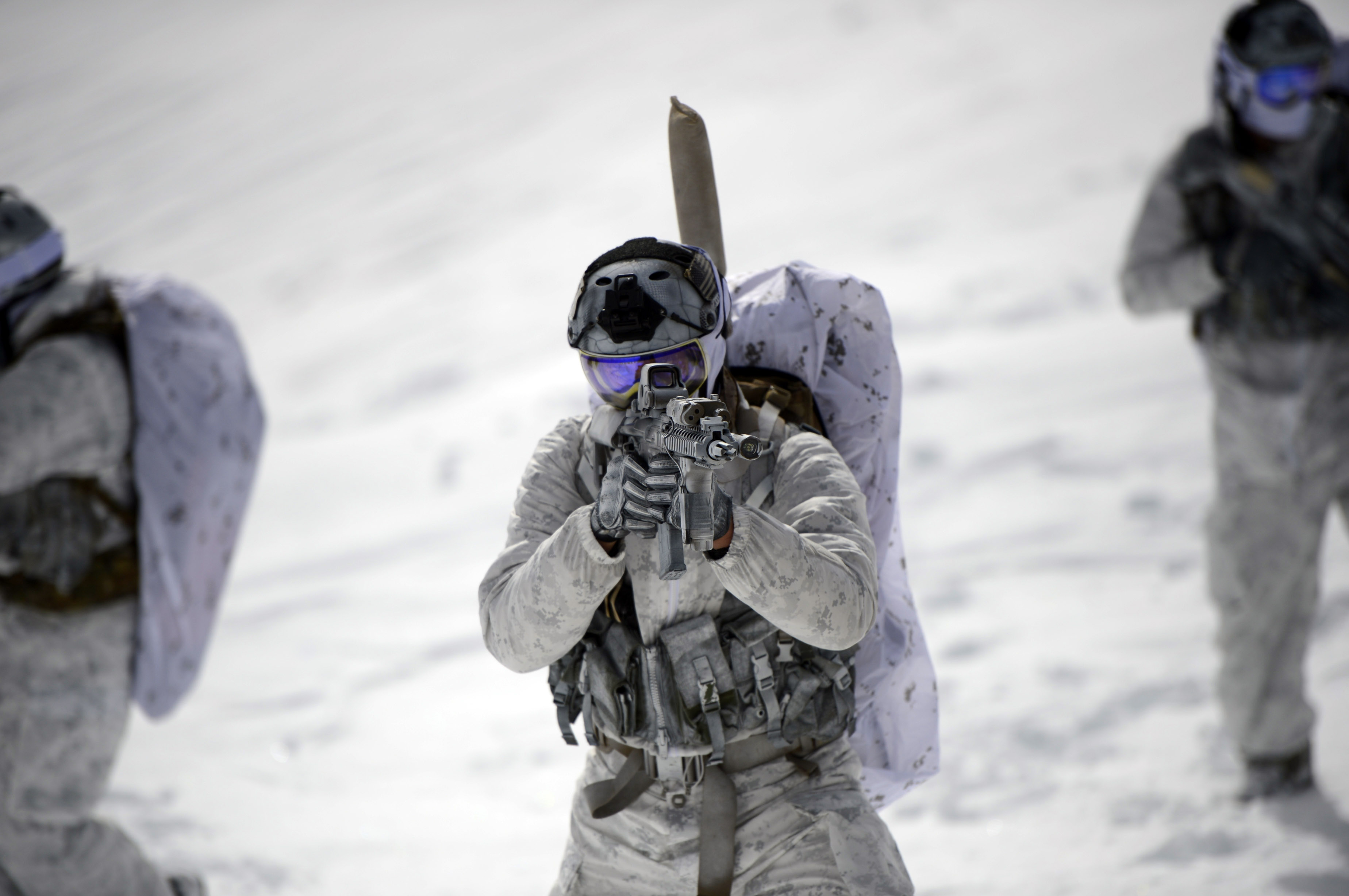
قوات السيلز خلال تدريبات الشتاء.
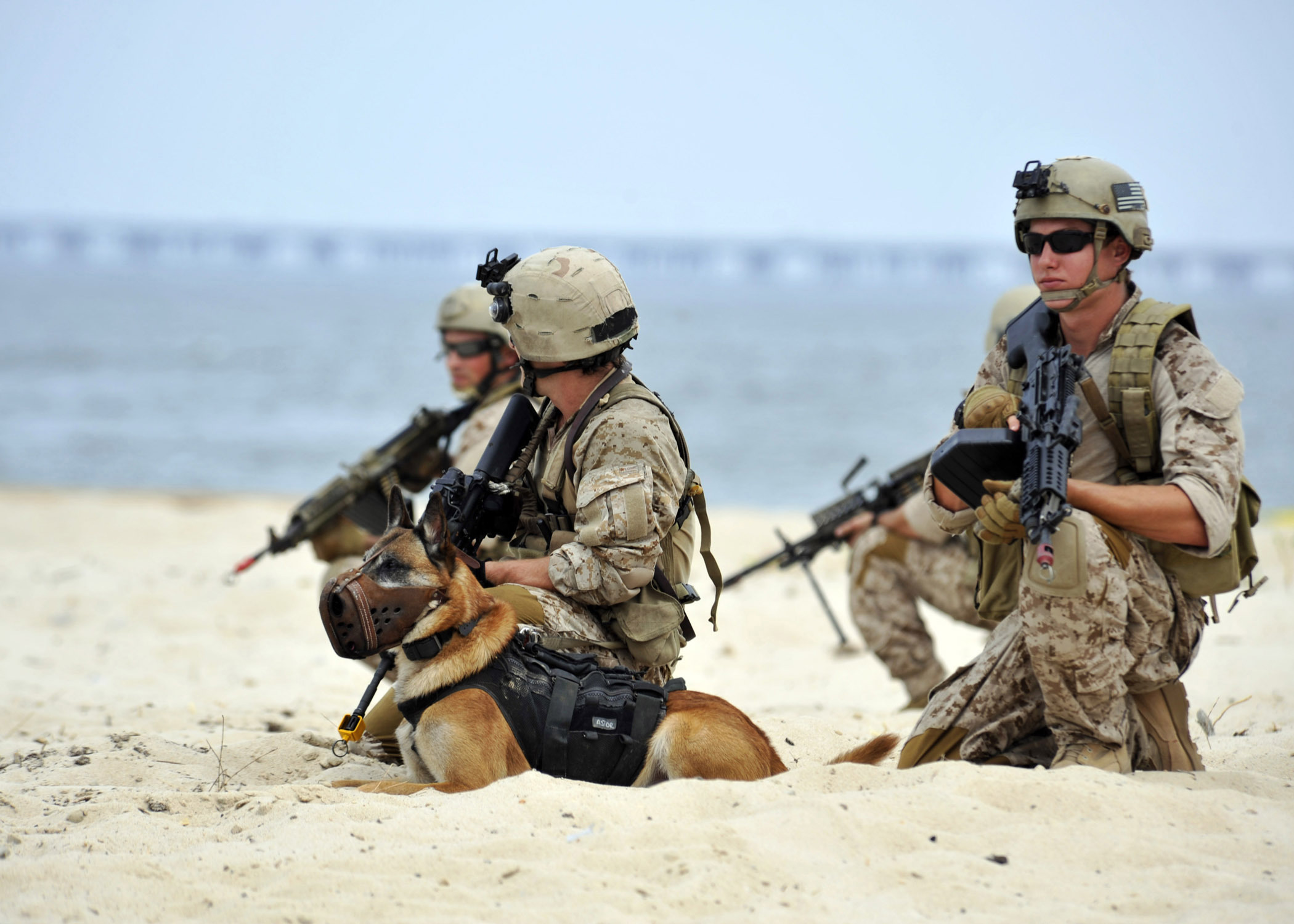
قوات السيلز أثناء تدريبات إنزال بحري.